# Тумурова, Дарья Касьяновна
Дарья Касьяновна Тумурова (10 июня 1924 — сентябрь 2021) — мотальщица Улан-Удэнской тонкосуконной фабрики имени 25-летия Бурятской АССР Министерства лёгкой промышленности РСФСР, Герой Социалистического Труда (1971).

## Биография
Родилась в 1924 году в селе Алят Балаганского уезда Иркутской губернии (ныне Аларского района Усть-Ордынского Бурятского округа Иркутской области). Бурятка.
Долгое время работала на Улан-Удэнской тонкосуконной фабрике в Бурятской АССР. Заслуженный работник текстильной и лёгкой промышленности РСФСР.
Указом Президиума Верховного Совета СССР от 5 апреля 1971 года за выдающиеся успехи в досрочном выполнении заданий пятилетнего плана и большой творческий вклад в развитие производства тканей, трикотажа, обуви, швейных изделий и другой продукции лёгкой промышленности Тумуровой Дарье Касьяновне присвоено звание Героя Социалистического Труда с вручением ордена Ленина и золотой медали «Серп и Молот».